# Идельбаково
Идельба́ково (баш. Иҙелбәк) — деревня в Зианчуринском районе Башкортостана, административный центр Казанбулакского сельсовета. Согласно переписи 2020 года население составляло 1010 человек.

## Население
| 1959 | 1970  | 1979  | 1989  | 2002  | 2009  | 2010  |
| ---- | ----- | ----- | ----- | ----- | ----- | ----- |
| 1214 | ↗1740 | ↘1543 | ↘1373 | ↘1367 | ↗1438 | ↘1283 |

Национальный состав
Согласно переписи 2002 года, преобладающая национальность — башкиры (80 %).

## Географическое положение
Расстояние до:
- районного центра (Исянгулово): 87 км,
- ближайшей ж/д станции (Кувандык): 54 км.

## Инфраструктура
Участковая больница, отделение «Почты России», районные электросети, лесничество, школа, дом культуры.

## Религия
В селе есть мечеть.